# Slaviša Žungul
Slaviša Žungul (znany również jako Steve Zungul, ur. 28 lipca 1954 w Požarevacu) – jugosłowiański piłkarz pochodzenia chorwackiego, występujący podczas kariery na pozycji napastnika.

## Kariera klubowa
Karierę piłkarską Slaviša Žungul rozpoczął w Hajduku Split. W sezonie 1971/1972 zadebiutował w jego barwach w pierwszej lidze jugosłowiańskiej. W Hajduku grał do 1979 roku. Podczas tego okresu czterokrotnie wywalczył Mistrzostwo Jugosławii w 1972, 1974, 1975, 1979 roku oraz czterokrotnie zdobył Puchar Jugosławii w 1972, 1973, 1974 i 1977 roku.
W 1979 roku wyjechał do amerykańskiego New York Arrows z halowej ligi MISL. W klubie z Nowego Jorku grał do 1983 roku i trzykrotnie zdobył Mistrzostwo MISL w 1980, 1981 i 1982 roku. W latach 1983–1984 grał w klubie Golden Bay Earthquakes z ligi NASL oraz jej futsalowym odpowiedniku.
W latach 1984–1986 grał w futsalowym klubie San Diego Sockers, w którym dwukrotnie w 1985 i 1986 roku był wybierany MVP ligi MISL. W klubie z San Diego występował z Kazimierzem Deyną. W latach 1986–1988 grał w futsalowym klubie Tacoma Stars. Ostatnim klubem w jego karierze był ponownie futsalowy San Diego Sockers, gdzie zakończył karierę w 1990 roku.

## Kariera reprezentacyjna
W reprezentacji Jugosławii Slaviša Žungul zadebiutował 28 września 1974 roku w wygranym 1-0 towarzyskim meczu z Włochami w Zagrzebiu. W 1976 roku został powołany przez selekcjonera Ante Mladinicia do kadry na Mistrzostwa Europy w Jugosławii. Tam był podstawowym zawodnikiem i wystąpił w obu spotkaniach z RFN i Holandią. Ostatni raz w kadrze plavich zagrał 25 października 1978 w meczu eliminacji Mistrzostw Europy 1980 z Rumunią. Od 1974 do 1978 roku rozegrał w kadrze narodowej 14 meczów.